# Clarks (Louisiane)
Clarks est un village de la paroisse de Caldwell, dans l'État de Louisiane, aux États-Unis,. En 2020, elle compte une population de 1 052 habitants.

## Démographie
Lors du recensement de 2010, le village comptait une population de 1 017 habitants, tandis qu'en 2020, elle s'élève à 1 052 habitants.